# El Hamdania
El Hamdania è un comune dell'Algeria, situato nella provincia di Médéa.